# Travelling Without Moving
Travelling Without Moving è il terzo album in studio del gruppo musicale britannico Jamiroquai, pubblicato il 9 settembre 1996.
L'album comprende il brano Virtual Insanity e ha venduto oltre 11,5 milioni di copie diventando così l'album funk più venduto della storia.

## Tracce
1. Virtual Insanity – 5:40
2. Cosmic Girl – 4:03
3. Use the Force – 4:00
4. Everyday – 4:30
5. Alright – 4:25
6. High Times – 6:00
7. Drifting Along – 4:05
8. Didjerama (instrumental) – 3:50
9. Didjital Vibrations (instrumental) – 5:50
10. Travelling Without Moving – 3:40
11. You Are My Love – 3:55
12. Spend a Lifetime – 4:15
13. Do You Know Where You're Coming From? (Bonus track) – 4:59
14. Funktion (traccia fantasma) – 8:30

## Classifiche
| Classifica (1996) | Posizione massima |
| ----------------- | ----------------- |
| Australia         | 6                 |
| Austria           | 9                 |
| Belgio (Fiandre)  | 14                |
| Belgio (Vallonia) | 5                 |
| Danimarca         | 10                |
| Europa            | 3                 |
| Finlandia         | 6                 |
| Francia           | 2                 |
| Germania          | 9                 |
| Giappone          | 6                 |
| Irlanda           | 4                 |
| Italia            | 6                 |
| Norvegia          | 16                |
| Nuova Zelanda     | 7                 |
| Paesi Bassi       | 16                |
| Regno Unito       | 2                 |
| Svezia            | 4                 |
| Svizzera          | 3                 |
| Classifica (1997) | Posizione massima |
| Stati Uniti       | 24                |